# Jim Fleming (calciatore)
Jim Fleming, diminutivo di James Paterson Fleming (Fishcross, 7 gennaio 1942 – 10 dicembre 2020) è stato un calciatore scozzese, di ruolo attaccante.

## Caratteristiche tecniche
Era un'ala sinistra.

## Carriera
Fleming esordisce tra i professionisti nel 1958, all'età di 16 anni, giocando nella prima divisione scozzese con il Partick Thistle, con cui milita per due stagioni per un totale di 49 presenze e 13 reti in incontri di campionato con il club di Glasgow; nel 1960 viene ceduto in uno scambio con Joe McBride agli inglesi del Luton Town, militanti in seconda divisione: rimane agli Hatters per un totale di tre stagioni, durante le quali totalizza complessivamente 66 presenze e 9 reti in questa categoria. Nel 1963 fa ritorno in Scozia, sempre al Partick Thistle, dove in ulteriori due stagioni di permanenza mette a segno altri 10 gol in 45 presenze nella prima divisione scozzese.
Gioca nella prima divisione scozzese anche con le maglie di Dunfermline (42 presenze e 17 reti tra il 1965 ed il 1967) e con gli Hearts (46 presenze e 9 reti tra il 1967 ed il 1969) per poi tornare in Inghilterra, con i semiprofessionisti del Wigan, in Northern Premier League (che all'epoca era una delle principali leghe calcistiche inglesi al di fuori della Football League), campionato che peraltro vince nella stagione 1970-1971; si ritira nel 1972, all'età di 30 anni, dopo un totale di 107 presenze e 34 reti in incontri di campionato con il Wigan.
In carriera ha totalizzato complessivamente 182 presenze e 49 reti nella prima divisione scozzese.

## Palmarès

### Club

#### Competizioni nazionali
- Northern Premier League: 1

Wigan: 1970-1971